# Хавасс, Захи
Доктор Захи Хавасс (араб. زاهى حواس‎; род. 28 мая 1947, Дамиетта, Египет) — египетский археолог и историк Древнего Египта. Бывший генеральный секретарь Верховного совета древностей Египта. Также занимается активной популяризацией истории и культуры Древнего Египта с помощью телевизионных документальных сериалов.
Во время революционных выступлений в Египте 2011 года коллеги потребовали отставки Хавасса за тесные связи с режимом Мубарака и предполагаемые факты коррупции. В марте того же года подал в отставку, мотивируя невозможностью поддержания ответственности за сохранность древнеегипетских древностей в условиях революции в Египте и обвинениями в пропаже экспонатов.

## Биография

### Детство и юность
Захи аль-Хавасс (Zahi Al-Hawass или Hawwas) родился 28 мая 1947 года в местечке Аль-Убайдия (Al-Ubaydiyah) на севере Египта близ города Думьята. Его отец-крестьянин умер, когда Хавассу было тринадцать лет.
В прессе писали, что в детстве Захи Хавасс боялся темноты, однако сам он описывает себя активным ребёнком, который устраивал представления в своей деревне, хорошо играл в футбол. Окончив школу в 15 лет, Хавасс поступил в Александрийский университет (Alexandria University) на юридическую специальность. Позже он сменил область и получил в 1967 году степень бакалавра по греческой и римской археологии. По словам Хавасса, после университета он по собственному желанию пошёл в армию, но пробыл в ней недолго, потому что ему не понравилось обращение с ним.

### Первые шаги в археологии
В 1968 году Хавасса определили помощником директора раскопок в Гермополь (современный Эль-Ашмунейн). В 1969 году Министерство древностей Египта назначило его руководителем раскопок в Маллави, Туна Эль-Габале и Эсне, а также инспектором итальянской экспедиции на раскопки Антинополиса и американской экспедиции на раскопках Абидоса. Один из объектов тех раскопок располагался в пустыне, вдали от населённых пунктов, отчего Хавасс подумывал бросить карьеру археолога и заняться дипломатией, однако всё-таки остался верен своей профессии.
До середины 1970-х годов Хавасс был инспектором при различных египетских и иностранных археологических экспедициях и помощником руководителя раскопок древнего города рядом с Ком Абу-Билло. В 1974 году его назначили главным инспектором пирамид Гизы, оазиса Бахария и Имбабы. С 1975 года Хавасс получал должности руководителя раскопок в различных областях Египта, в том числе рядом с Большим Сфинксом в Гизе. В 1978 году он получил пост советника Арабской лиги по археологии, а в следующем году включён в постоянный состав Египетской организации древностей (EAO, нового названия министерства древностей).
В 1979 году Хавасс получил диплом по египтологии в Каирском университете. В 1980 году был главным инспектором пирамид Гизы.

### Работа в США
Большую часть 1980-х годов Хавасс провёл в США. Отучившись по образовательной программе Фулбрайт, он получил степень магистра египтологии и археологии Сирии и Палестины в Университете Пенсильвании (University of Pennsylvania). В 1987 году там же защитил диссертацию (Ph.D) по египтологии по теме «Захоронения Хеопса, Хафры и Микерина во времена Древнего Царства».
До 2001 года Хавасс читал лекции в Александрийском университете, Лос-Анджелесском Калифорнийском университете (University of California, Los Angeles), Хелуанском университете (Helwan University), Американском университете в Каире (American University in Cairo) и Университете Пенсильвании. Также неоднократно он выступал с публичными лекциями.

### Руководитель комплекса пирамид
В 1987 году, вернувшись на родину, Хавасс был назначен на должность генерального директора Египетской организации древностей (EAO) по делам комплекса пирамид в Гизе, оазиса Бахария и комплекса Саккара. На этом посту Хавасс отвечал за деятельность иностранных и египетских археологов, руководил раскопками, консервацией и реставрацией ряда объектов, в том числе пирамид Хеопса и Джосера. В 1990 году на этом посту он обнаружил могилы строителей пирамид, доказав гипотезу о том, что строили монументальные сооружения не рабы, а квалифицированные рабочие и созванные для этих работ крестьяне, трудившиеся посменно.
Под руководством Хавасса был ужесточён порядок посещения пирамиды Хеопса: почти на год доступ туристам внутрь сооружения был запрещён, а поток посетителей ограничился 150 человек в день.
В 1993 году он заинтересовался возможностью наладить вентиляцию внутри пирамиды и решил исследовать так называемые «воздуховоды», которые вели из так называемой «камеры царицы». Для этого он вместе с немецким учёным Рудольфом Гантенбринком (Rudolf Gantenbrink) предпринял попытку исследования этих шахт с помощью радиоуправляемого робота. В конце одного из «воздуховодов» оказалась дверца. Гантенбринк сразу же рассказал прессе о своём открытии. Это привело к конфликту Хавасса и руководителя Египетской организации древностей Мухамада Бакра (Muhamad Bakr), который заявил, что открытие сфальсифицировано. По словам Хавасса, он уволился сам, по другим сведениям, его уволили за несанкционированные исследования немецкого учёного. Формальным поводом стала кража из комплекса пирамид неназванной статуи.
После увольнения Хавасс уехал в США, но уже в начале 1994 года, после того как Мухамада Бакра на посту главы EAO сменил Нур Эль Дин (Nur El Din), он был восстановлен в должности и занимал её до 1997 года. Также в 1994 году Египетская организация древностей была переименована в Верховный Совет Древностей (SCA).
В 1996 году под руководством Хавасса в оазисе Бахария открыта долина «золотых мумий». В 1998 году Хавасса назначили заместителем государственного секретаря Высшего совета древностей Египта.

### Глава Высшего совета древностей Египта
В 2002 году Хавасс возглавил Верховный совет древностей. Как писали в прессе, на этом посту он стал полностью контролировать египетскую археологию, лично определяя, кто и где будет вести раскопки. Хавасс не ограничивался только организаторскими обязанностями и продолжал вести археологические работы. В СМИ отмечалось также, что на этом посту он контролировал не только древнеегипетское, но и мусульманское, еврейское, коптское наследие. В его подчинении находилось около тридцати тысяч человек. В том же году он объявил об открытии ещё одной пирамиды в Гизе.
В 2003 году Хавасс продолжил исследования «воздуховодов» в пирамиде Хеопса. Новый робот проделал отверстие в дверце, за которой оказалось небольшое помещение. По мнению Хавасса, «воздуховоды» могли иметь религиозное значение и подразумевалось, что по ним будет путешествовать душа умершего фараона. В будущем Хавасс планировал продолжить исследования «воздуховодов».
Кроме работ по раскопкам и консервации памятников древности Хавасс занимался реконструкцией египетских музеев, развитием археологической науки в Египте, защитой древних памятников от воров и вандалов. В 2009 году Хавасс объявил о том, что из-за влажности и грибка многие памятники Древнего Египта, в том числе могила Тутанхамона, могут быть уничтожены всего через 150—500 лет. В этой связи он заявил о намерении улучшить систему вентиляции и закрыть доступ для туристов.

#### ДНК-анализы мумий
Хавасс долгое время выступал против анализов ДНК египетских мумий, считая несостоятельность таких сведений, и не давал разрешения на исследования мумий иностранным учёным, порою апеллируя соображениями национальной безопасности Египта. Тем не менее, с 2005 года он возглавил исследовательскую группу изучения мумии Тутанхамона. Была сделана компьютерная томография, а в 2010 году проведён анализ ДНК. Фараон Эхнатон и его безымянная сестра (младшая леди КВ35) были названы родителями Тутанхамона, который унаследовал тяжёлые генетические заболевания (расщепление нёба, косолапость) и умер от малярии, повлёкшей осложнения после падения с колесницы.

### Работа в Министерстве культуры

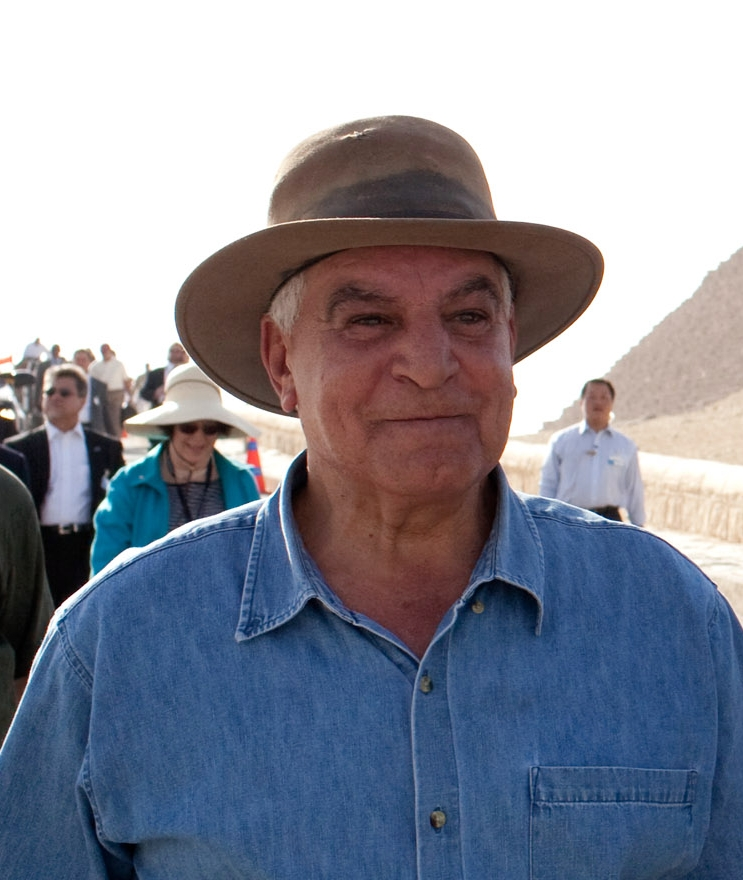
Захи Хавасс в 2009 году

В ноябре 2009 года президент Египта Хосни Мубарак назначил Хавасса на пост заместителя министра культуры Египта Фарука Хосни (Farouk Hosny).
В прессе отмечали, что Хавасс занял жёсткую позицию в отношении к иностранным археологическим экспедициям. Только в 2003 году он отозвал разрешения на раскопки у 13 экспедиций и не впустил в страну сотни исследователей. Как писали обиженные иностранные археологи, заняв чужую археологическую площадку, Хавасс зачастую делал на ней существенные открытия, никак не упоминая тех, кто вёл раскопки до него. Сам Хавасс в ответ обвинял иностранных археологов в некомпетентности, обзывая «любителями» и «пирамидиотами».
Хавасс добился увеличения денежных поступлений в египетскую казну от зарубежных выставок.

#### Возвращение египетских древностей
Хавасс активно занимается вопросом возвращения в Египет археологических объектов. В 2003 году в Египет из США привезли мумию Рамзеса I, а в 2009 году под угрозой прекращения сотрудничества Хавасс добился от Лувра возвращения фресок, которые попали туда в 1980-х годах. Также Хавасс требовал вернуть обелиск с парижской Площади согласия, а в 2010 году призывал туристов бойкотировать сразу несколько европейских музеев, отказывающихся от реституции египетских культурных ценностей:
- Британский музей (Розеттский камень);
- Новый музей в Берлине (бюст Нефертити);
- Лувр (зодиак Дендеры);
- Египетский музей Турина (статуя Рамзеса II)[7][9][11][18][26]

### Министр древностей
31 января 2011 года, в разгар активных выступлений против президента Мубарака, было сформировано новое правительство. Появившуюся должность министра древностей занял Хавасс. 11 февраля того же года Мубарак покинул свой пост. В начале марта Хавасс заявил, что полиция страны бездействует, в то время как бесчинствуют мародёры. По словам Хавасса, он, выражая на то свой протест, не согласится занять пост в новом кабинете, который планировалось сформировать в середине месяца, а также пообещал выйти из действующего, если об этом его попросит премьер-министр Эссам Шараф. 5 марта Хавасс подтвердил свою отставку с поста министра, но, тем не менее, вошёл в новый кабинет Шарафа в конце того же месяца.

#### Обвинение в коррупции
17 апреля 2011 года суд приговорил Хавасса к одному году лишения свободы и штрафу в 1600 долларов. За год до этого Высший совет древностей Египта, который он возглавлял, решил провести конкурс на аренду книжного магазина в каирском Египетском музее, и бывший арендатор, не желая потерять место, подал в суд с требованием остановить конкурс, назвав ответчиком самого Хавасса. В июне 2010 года суд постановил прекратить конкурс, однако, по версии Хавасса, он уже был завершён в конце мая. Приговор был обжалован, и во второй раз суд оправдал археолога, потому что он не имел отношения к юридическим делам организации. Однако истец предоставил доказательства его причастности, и на третьем процессе в 2011 году суд признал его виновным в неисполнении решения суда. Министр назвал решение суда «полным недоразумением» и заявил, что обжалует приговор. В июне 2011 года апелляционный суд снял с Хавасса все обвинения в коррупции.

### Отставка
17 июля 2011 года премьер-министр Египта Эссам Шараф отправил в отставку более десятка министров правительства, включая Хавасса. Это было сделано под давлением протестующих в Каире, требовавших проведения более радикальных реформ и увольнения связанных с режимом Мубарака чиновников. Пост министра древностей занял реставратор Абдель-Фаттах Эль-Банна (Abdel-Fattah el-Banna).

### Личная жизнь
Жена Хавасса Фекхира (Fekhira) по специальности гинеколог. У супругов два взрослых сына, одного из которых зовут Шериф (Sherief).

## Интересные факты
- Хавасс негативно отзывается о псевдоучёных, которые видели в пирамидах «послания внеземных цивилизаций» или всерьёз рассуждали о проклятье гробниц фараонов[11].
- За свою жизнь Хавасс во время раскопок несколько раз оказывался на краю гибели из-за укусов змей и ударов электричеством. В 1992 году незадолго до открытия дверей в «воздуховодах» пирамиды Хеопса он пережил сердечный приступ. Также Хавасс жаловался на кошмары, связанные с найденными им мумиями маленьких детей[11].
- Хавасс издал множество статей, а также научных и научно-популярных книг[22]. Он неоднократно выступал в телепередачах и снимался в документальных фильмах про историю Египта[8][16].
- Хавасса называли Фараоном, Королём пирамид (за тотальный контроль над египетской археологией)[11][18][22] или Египетским Индианой Джонсом (Хавасс носил на раскопках шляпу похожую на головной убор героя кинолент Стивена Спилберга и Джорджа Лукаса)[11][16][18][39].

## Политические взгляды
Хавасс известен своими антисемитскими высказываниями. Он писал, что «желание убивать женщин, детей и стариков в крови у палестинских евреев», и что Израиль сделал с палестинцами то же самое, что в своё время с евреями сделал ассирийский царь Саргон II и египетский фараон. В марте 2010 году Хавасс отменил церемонию окончания реконструкции каирской синагоги в старом еврейском квартале, заявив, что «Израиль — это сионистский враг». Также он говорил, что в Египте не будет еврейских музеев до окончательного урегулирования конфликта между Израилем и Палестиной.

## Награды
Хавасс награждён медалью Ордена искусств и культуры Испании, он является командором ордена «За заслуги перед Итальянской Республикой» и офицером французского Ордена искусств и литературы.
Хавасс является членом постоянного комитета египетских памятников, членом Высшего совета культуры Египта, а также главой совета Высшего совета древностей.
C 2002 года Хавасс является иностранным членом Российской академии естественных наук.
В 2005 году он стал почётным доктором Американского университета в Каире.
В 2006 году американский журнал Time включил Хавасса в список ста самых влиятельных людей мира. В том же году он был удостоен награды «Эмми» за один из документальных фильмов с его участием.

## Работы на русском языке
- National Geographic. Сокровища пирамид = The Treasures of the Pyramids / под ред. Захи Хавасса ; пер. с англ. Т. Г. Лисицыной. — М.: АСТ, Астрель, 2004. — 400 с. — ISBN 5-17-026148-9. — ISBN 88-8095-233-1.
- Хавасс З., Жано Ф. Мумии фараонов : бессмертие в Древнем Египте = The Royal Mummies: Immortality in Ancient Egypt / пер. с англ. А. Вироховского. — М.: Бертельсманн Медиа Москау, 2014. — 368 с. — 1500 экз. — ISBN 978-5-88353-640-2.
- Хавасс З. Магия пирамид : приключения археолога = Magic of the pyramids: My adventures in archeology / Центр палеоэтнологических исследований ; науч. ред., предисл., комм.: А. А. Крол, Р. А. Орехов, Е. Г. Толмачева. — М.: ЦПИ, 2021. — 182 с. — ISBN 978-5-6045216-0-1.